# جب سلطان
جب سلطان  قرية سوريّة تتبع إداريّاً لمحافظة حلب منطقة الباب ناحية عريمة، بلغ تعداد سكانها 741 نسمة حسب التعداد السكاني لعام 2004.